# Erick Lonnis
Erick Lonnis né le 9 septembre 1965 est un footballeur costaricien.
1985-1995 Universidad San José
1995-2004 Chicago Fire